# Quercygale
Quercygale és una espècie de carnivoraforme que visqué durant l'Eocè a l'Europa occidental. Se n'han trobat restes fòssils al Regne Unit, Espanya, França i Alemanya. El gènere inclou tres espècies.